# LEON (雑誌)
LEON（レオン）は、主婦と生活社が発売している男性向けファッション雑誌である。毎月24日発売。
「ちょい不良（ワル）オヤジ」の発信源である。

## 概要
発行人・廣井尊士、岸田一郎を編集長に2001年9月24日、同年11月号として創刊。
掲載商品のほとんどが欧米ラグジュアリーブランドの高額商品で、バブル景気時代に青春を過ごした、可処分所得の多い中年男性（いわゆる「オヤジ」）層に購買ターゲットを絞り、「モテるオヤジ」、「ちょい不良オヤジ」の在り方を読者に提供している。
提案されるコーディネートはスーツスタイル中心で、シーズンによってはハーフパンツ、マリンスタイルなどカジュアルなコーディネートもみられる。靴・バッグ・時計などの小物、その他男性美容、スポーツなどをテーマとした記事も多数掲載されている。
毎月パンツェッタ・ジローラモが表紙を飾る。
2006年9月10日、初代編集長の岸田が定年退職し、後任には創刊当時からフリーライターとして編集に関わっていた西園寺薫が就任した。その後、2011年に前田陽一郎が新たな編集長に就任している。
2004年〜2008年にかけて姉妹誌として女性版の『NIKITA』（ニキータ）も発売された。こちらは2008年に（休）廃刊となっているが、「ニキータ」というキーワード自体は、2012年現在でも『LEON』の記事にたびたび登場している。なお、2013年秋以降不定期に、新たな女性版にあたる別冊付録『Angela from LEON』が付属している。なお、初代編集長を務めた岸田は、2014年セブン&アイ出版より創刊の『MADURO』の編集長に就任した。

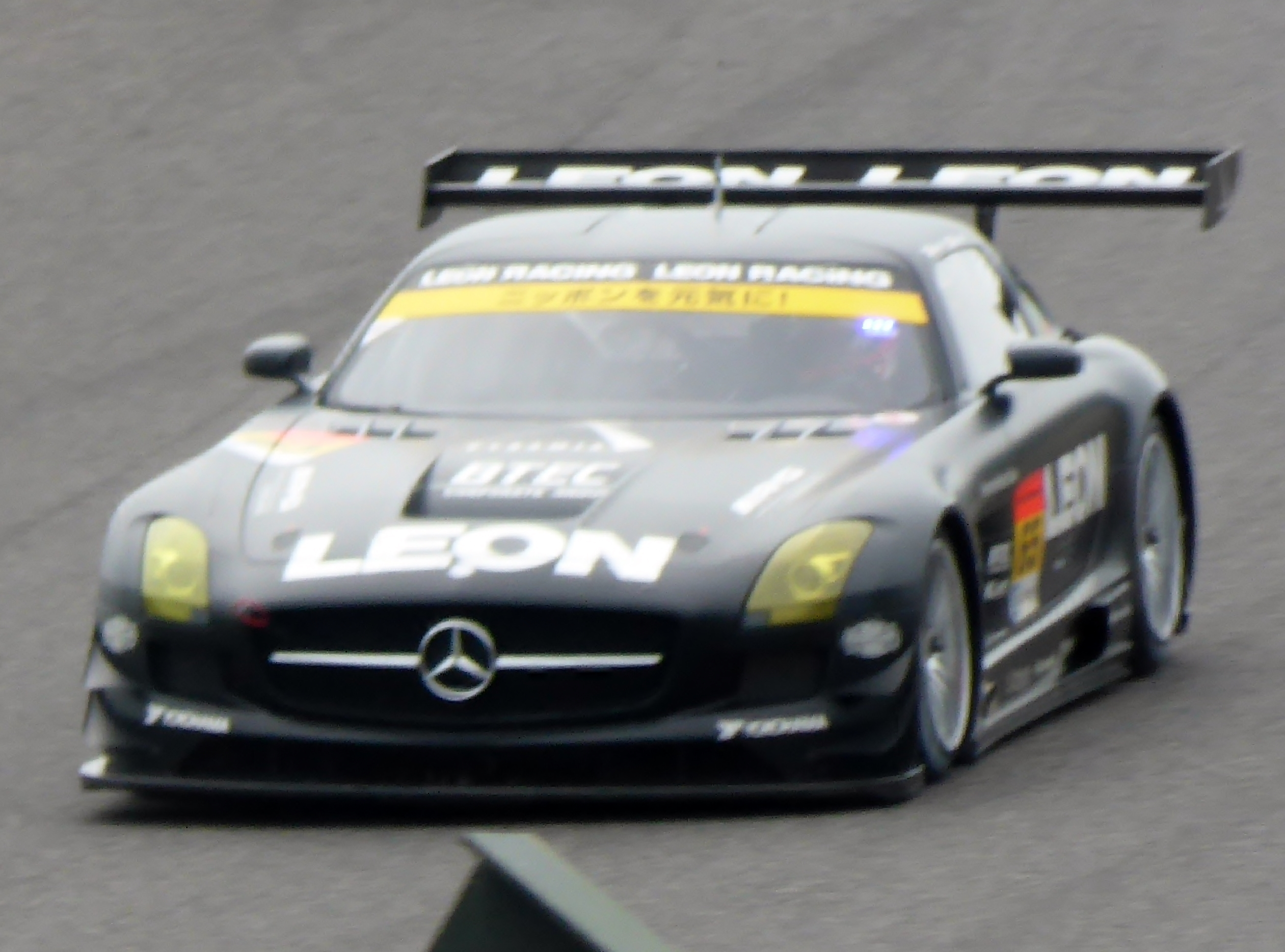
LEON RACINGのメルセデス SLS AMG GT3

2013年から読者層の憧れであるメルセデス・ベンツのマシンを使用して、日本最高峰のスポーツカーレースであるスーパーGTのGT300クラスにLEON RACINGを組織して参戦。2016年には2度優勝し、同じメルセデスのGSR初音ミクに次ぐランキング2位を獲得した。

## 新たな文化の発信源
2002年2月号の特集記事「モテるオヤジの作り方」で圧倒的な支持を受けた。
同誌が提唱する「ちょいモテオヤジ」は、2005年の新語・流行語大賞トップテンに選ばれた。また、近年では「寿司シャン」と称する、寿司とシャンパンを同時に飲食するという奇想天外な食べ方を提唱したり、「メトセク」（=メトロセクシュアル）、「ユーバーセクシュアル」などの米国流の男性像を推奨したりしている。
2005年5月8日放送の毎日放送『情熱大陸』において、岸田に関する特集が組まれた。本編では岸田が「ちょい不良」ファッションに咥え葉巻で編集会議を行い、「そんなのじゃ、モテないんだよ!」と激怒する場面などが放送され、視聴者に強烈なインパクトを与えた。

## 誌名
ワゴンを中心に取り上げていた自動車雑誌『Option Wagon』の元々の雑誌名が「レオン」であり、Option Wagonの出版元である株式会社三栄書房が登録していた「レオン」という雑誌名が主婦と生活社に売却され、2001年に『LEON』が創刊された。
『LEON』及び『NIKITA』を仕掛けた岸田は、リュック・ベッソン監督の映画『ニキータ』（1990年）及び『レオン』（1994年）を気に入っており、いつか使おうと2誌の創刊以前にLEONとNIKITAを雑誌の名称として登録していた。

## 編集長
- 岸田一郎（創刊 - 2006年9月）
- 西園寺薫（2006年9月10日 - 2011年）
- 前田陽一郎（2011年 - ）

## アートディレクター
- 久住欣也（創刊〜）